# Capparis garciae
Capparis garciae är en kaprisväxtart som beskrevs av Armando Dugand. Capparis garciae ingår i släktet Capparis och familjen kaprisväxter. Inga underarter finns listade i Catalogue of Life.